# Wakatipu

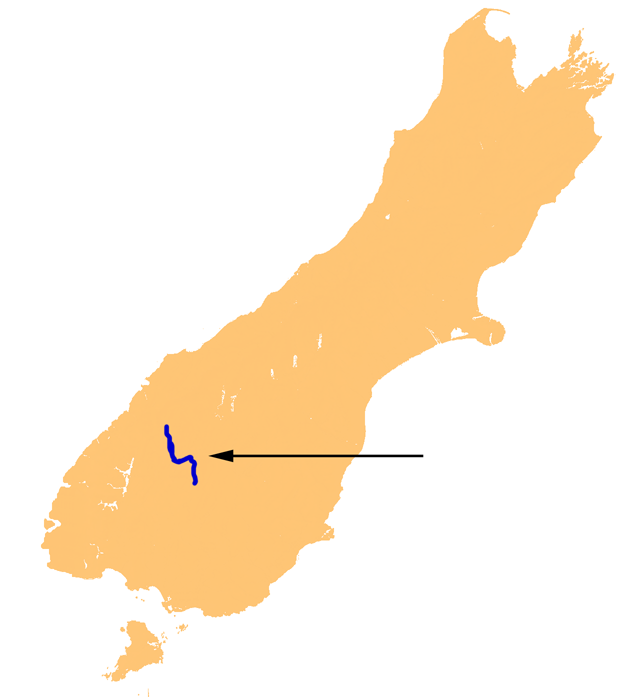
Lago Wakatipu.

El lago Wakatipu es un lago interior de la isla Sur de Nueva Zelanda. Se encuentra en la esquina sudoccidental de la región de Otago, cerca de su límite con Southland.
Con una longitud de 80 kilómetros, es el lago más largo de Nueva Zelanda, y sus 291 km² suponen que sea el tercero en extensión. Está a una altitud de 310 en la parte próxima a los Alpes Meridionales. Su forma es la de una letra "N" invertida. El río Dart fluye desde el norte y luego el lago sigue su recorrido durante 30 kilómetros antes de girar de modo abrupto hacia el este. Veinte kilómetros más adelante gira de nuevo hacia el sur, alcanzando su extremo meridional cerca de Kingston.
El río Kawarau, que fluye desde el brazo del lago llamado Frankton Arm 8 km al este de Queenstown, drena el lago. Queenstown está en la orilla norte del lago cerca del extremo oriental de su sección intermedia. El lago es muy profundo y su fondo alcanza los 100 metros por debajo del nivel del mar. Su seiche es periódica cada 26.7 minutos lo que supone que, en Queenstown Bay, el nivel del agua suba o baje unos 200 milímetros.
El lago Wakatipu es conocido por la belleza de su paisaje, rodeado de montañas. La sierra de los Remarkables se encuentra en su borde suroriental. Es un destino popular para turismo de aventura, con zonas destinadas al esquí, parapente, bungy jumping y senderismo en sus proximidades. Un barco de época, el TSS Earnslaw navega habitualmente por sus aguas. En la zona hay bastantes viñedos.

## Galería

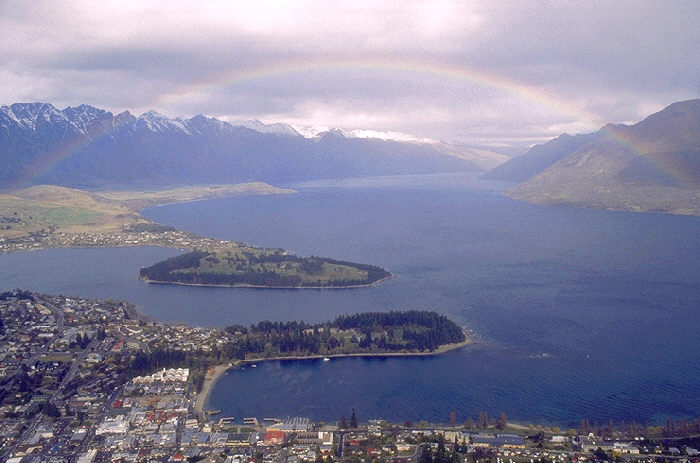
Extremo septentrional
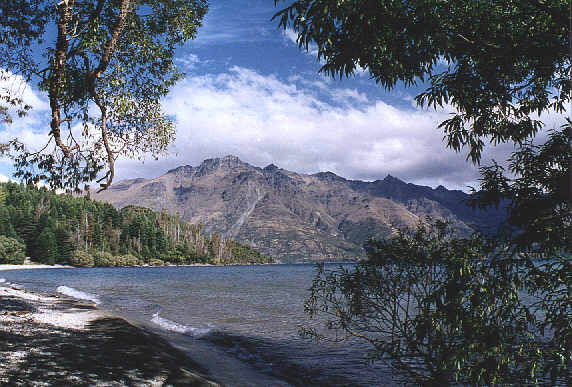
Cerca de Walter Peak
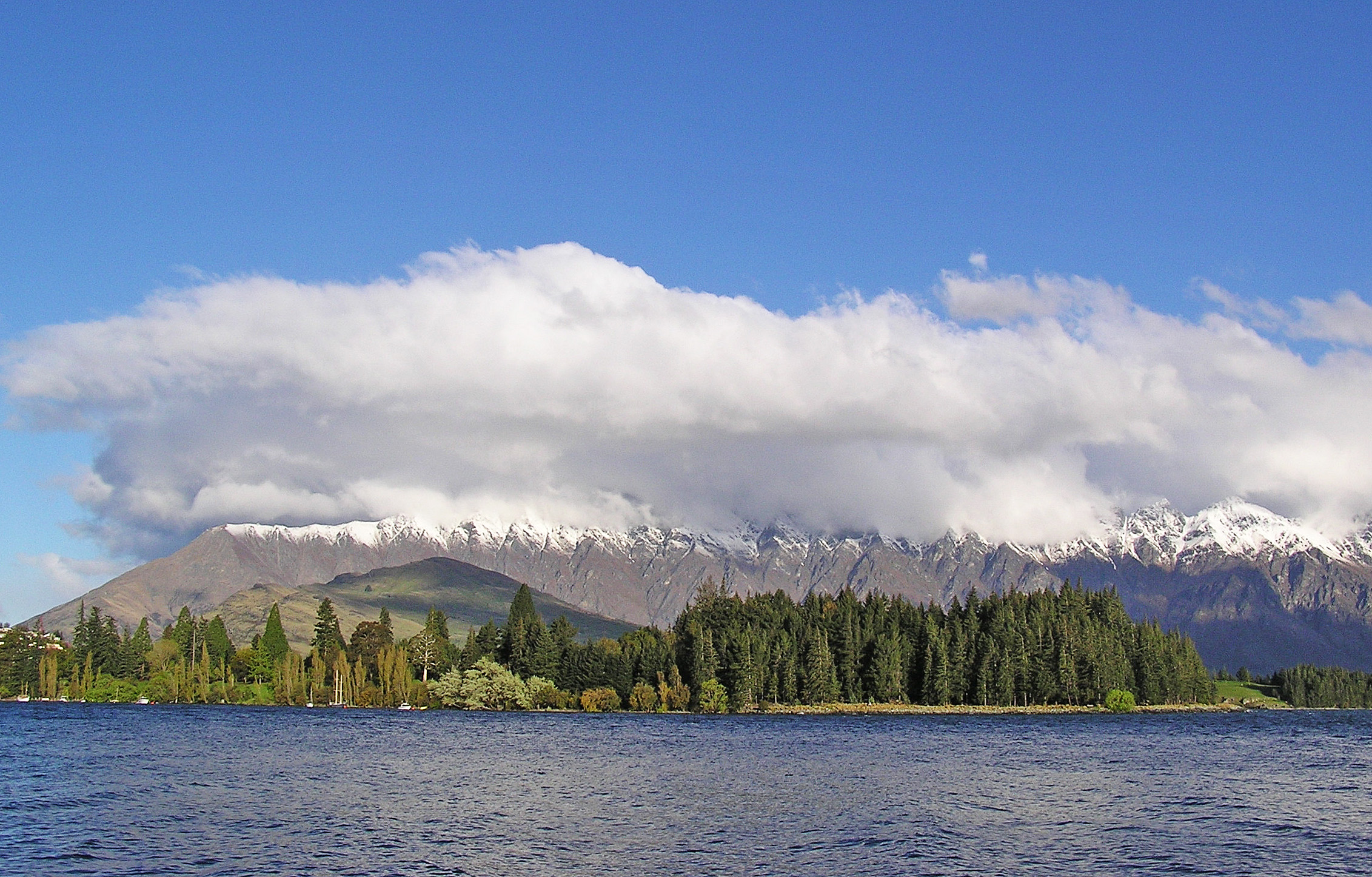
El lago Wakatipu y los Remarkables en Queenstown
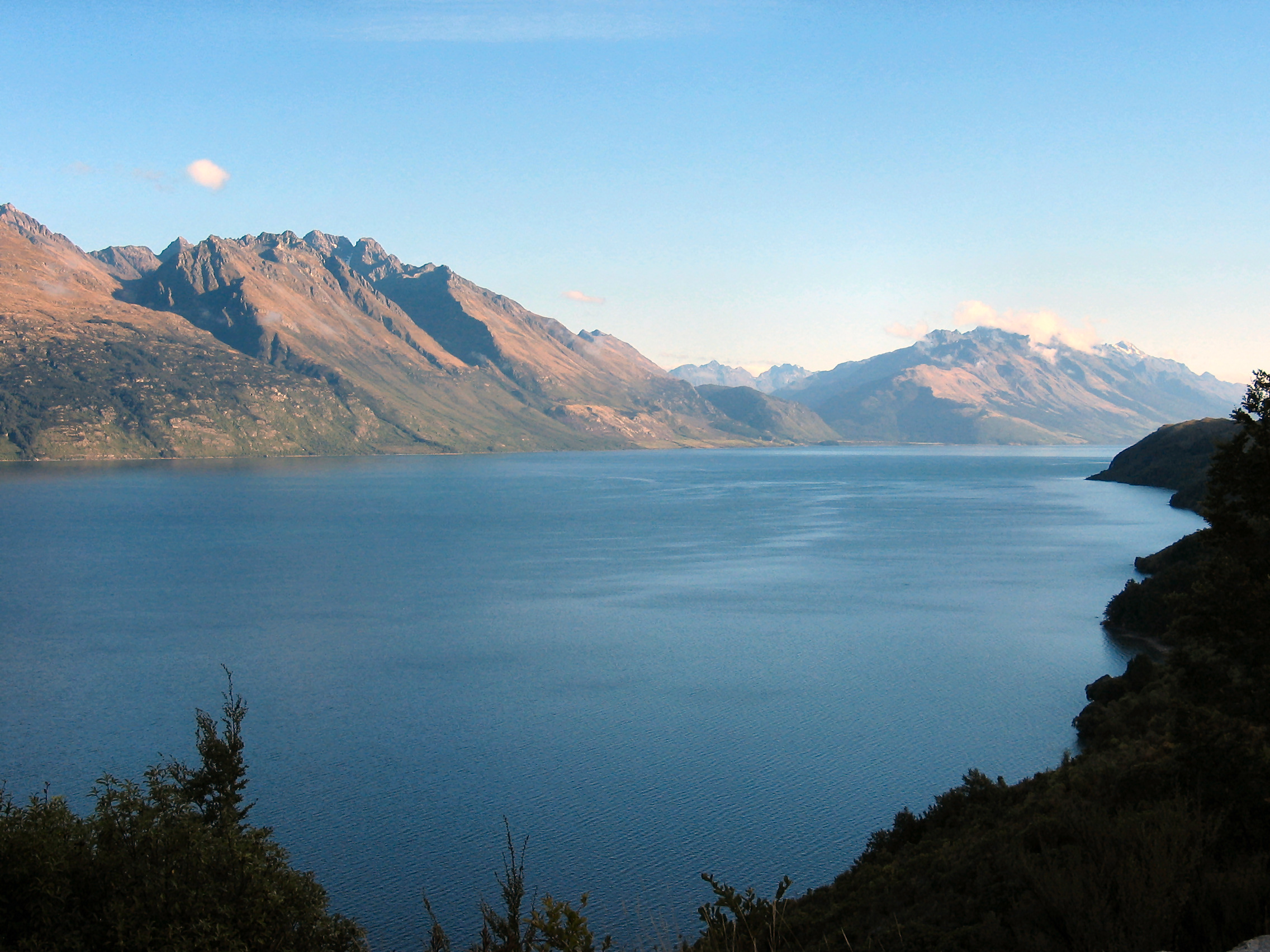
Vista desde la parte alta de Queenstown
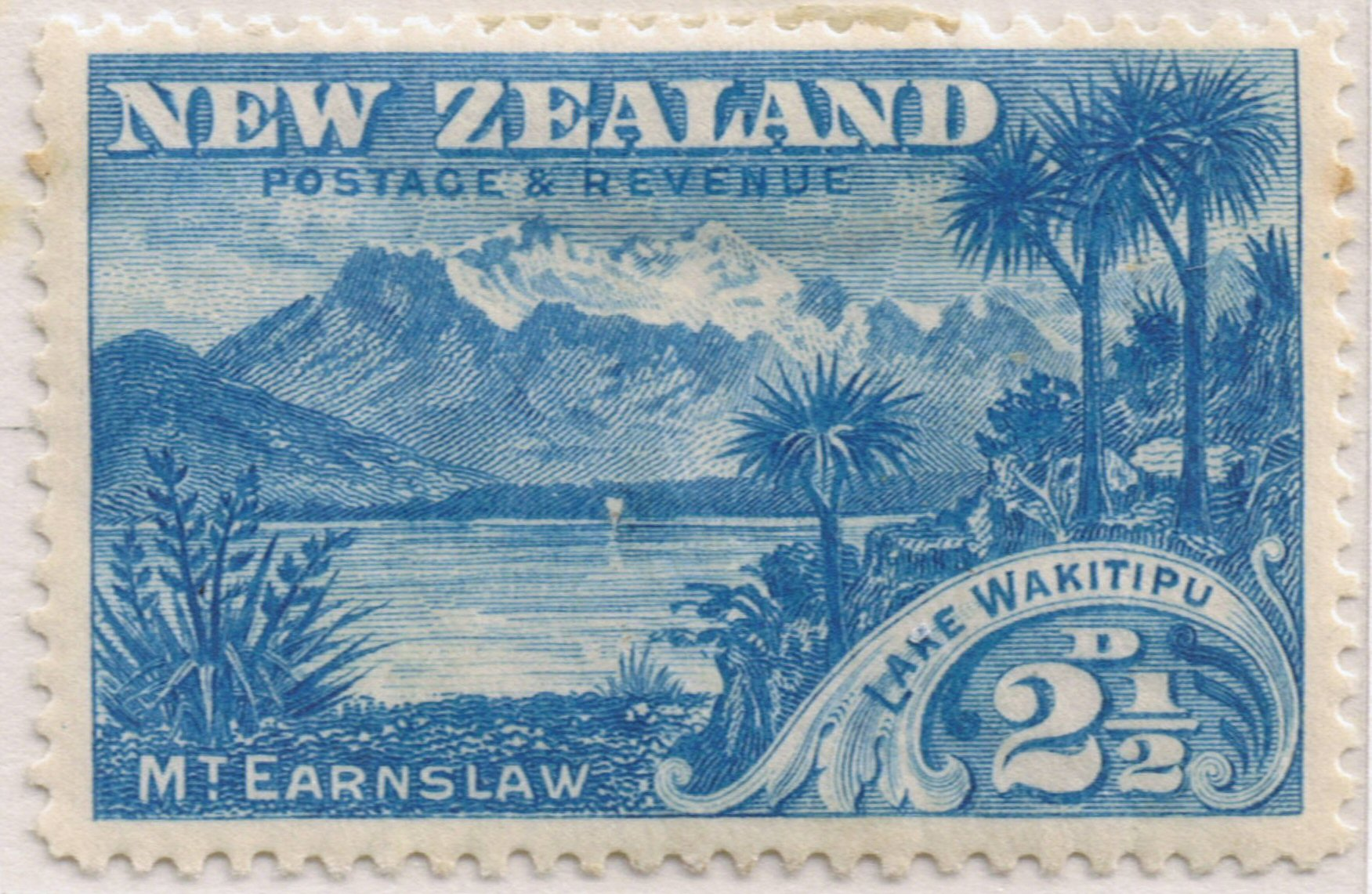
Sello neozelandés de 1898 en el que aparece una errata en el nombre del lago: "Lake Wakitipu". Se corrigió en posteriores impresiones.